# John Porter Hatch
Pour les articles homonymes, voir Hatch.
John Porter Hatch (9 mai 1822 à Oswego, État de New York et mort le 12 avril 1901 à New York) fut un major-général de l'Union de l'armée de l'Union durant la guerre de Sécession.
Il est enterré au cimetière national d'Arlington, État de Virginie.

## Avant la guerre
John Porter Hatch est diplômé de l'académie militaire de West Point et est breveté second lieutenant le 1er juillet 1845. Il est affecté au 3rd infantry(p511). Il est muté dans les mounted rifle le 17 juillet 1846.

### Guerre américano-mexicaine
Il est promu second lieutenant le 18 avril 1847(p511). Il participe à la guerre américano-mexicaine. Il est breveté premier lieutenant le 20 août 1847 pour bravoure aux batailles de Contreras et Churubusco(p511). Il est breveté capitaine le 13 septembre 1847 pour bravoure à la bataille de Chapultepec(p511). Il est adjudant du régiment du 1er novembre 1847 au 1er mai 1850(p511). À l'issue de la guerre, il est affecté en Oregon, au Texas et dans le territoire du Nouveau Mexique. En février 1849, il est au camp Sumner près du fort Leavenworth, le quittant en mai lorsque son régiment part pour l'Oregon pour se rendre au fort Vancouver qu'il atteint le 1er novembre 1849(p630). En 1850, il retourne vers l'est. 
Il est promu premier lieutenant le 30 juin 1851(p511). Il est ensuite affecté au Texas en 1852 avant de partir pour le Nouveau-Mexique en 1856(p630). Il participe à l'expédition de Bonneville contre les apaches Gilas en 1857. Il participe ainsi aux combats à Canyon de los Muerto Carneros le 24 mai 1857(p630). En 1858, il est stationné au fort Defiance et participe aux combats contre les Navajos. Il commande des troupes lors d'une escarmouche près de Laguna Negra le 25 septembre 1858(p630). Il est promu capitaine le 13 octobre 1860(p511). Au déclenchement de la guerre de Sécession, John P. Hatch est chef du commissariat du département du Nouveau-Mexique(p159).

## Guerre de Sécession
Au début du conflit, John Porter Hatch est affecté au 3rd cavalry le 3 août 1861(p511).
Il est nommé brigadier général des volontaires le 28 septembre 1861(p511). Il est breveté commandant le 30 aout 1862 pour bravoure et service méritant à la Première bataille de Bull Run(p511). 
Il participe aux combats de la vallée de la Shenandoah en 1862. Sa détermination et se bravoure au combat a été remarquée lors de ses combats contre le colonel confédéré Thomas T. Munford autour de Strasburg, en Virginie en mai 1862. Il a cependant été dans l'incapacité de mener à bien un raid de cavalerie qui devait détruire une voie ferrés de la Virginia Central Railroad. Le général John Pope le démet de ses fonctions et l'affecte au commandement d'une brigade d'infanterie. 
Il participe alors à la seconde bataille de Bull Run où il est légèrement blessé(p159) et à la bataille de Chantilly.
Il est ensuite affecté au 1st corps sous les ordres du général Joseph Hooker. Il est alors sévèrement blessé sur son cheval à Turner's Gap lors de la bataille de South Mountain le 14 septembre 1862(p159). La balle lui traverse le mollet droit et il doit être envoyé vers l'arrière(p159). Pour recouvrer de sa blessure, il va à Oswego dans l'État de New-York et son retour en service actif est retardé en octobre par des accès de fièvre(p159). le chirurgien, au vu de l'état sa jambe émet l'hypothèse qu'un morceau de botte est entré dans la chair(p159). Il est breveté lieutenant-colonel le 14 septembre 1862 pour bravoure et service méritant à la bataille de South Mountain. Lorsqu'il a suffisamment  recouvré, il est affecté à un service de cour-martiale en février 1863, poste qu'il tien jusqu'en juillet où il est envoyé à Philadelphie pour relever le commandant de la conscription(p159).
Il est promu commandant dans le 4th U.S. cavalry le 27 octobre 1863(p511). En janvier 1864, il commande un dépôt de cavalerie à St. Louis(p159).
Il commande le district de la Floride du 24 mars 1864 au 25 avril 1864, le département de Floride du 1er mai 1864 au 26 mai 1864, le district de Hilton Head du 2 juin 1864 au 1er août 1864, le district de la Floride à nouveau du 4 août 1864 au 26 octobre 1864 et l'île Morris du 14 novembre 1864 au 30 novembre 1864 puis du 23 janvier 1865 au 26 février 1865. Il est breveté colonel le 13 mars 1865 pour bravoure et service méritant lors de la guerre et brigadier général des volontaires le 13 mars 1865 pour bravoure et service méritant sur le champ de bataille pendant la guerre et, le même jour, major général pour bravoure et service méritant lors de la guerre.

## Après la guerre
John Porter Hatch quitte le service actif des volontaires le 15 janvier 1866(p511). Il est promu lieutenant-colonel le 15 janvier 1873 dans le 5th cavlalry(p511).
Il est muté au 4th cavalry le 10 avril 1873(p511). Il participe à plusieurs escarmouches contre les Amérindiens. Il est promu colonel le 26 juin 1881 dans le 2nd cavalry(p511). Il prend sa retraite le 9 janvier 1886(p511).
Il est décoré de la médaille d'honneur le 28 octobre 1893 pour bravoure distinguée lors de la bataille de South Mountain au cours de laquelle il a été blessé grièvement alors qu'il menait une de ses brigades sous un feu nourri(p511).
Il décède la 12 avril 1901 à New York d'un problème cardiaque et est enterré dans le cimetière national d'Arlington(p159).